# Ice beer
Ice beer es el término empleado en marketing para denominar a una cerveza del tipo pale lager que ha sido sometida a un proceso de congelación progresiva. Es muy similar al método empleado en la cerveza alemana denominado Eisbock. Estas marcas de cerveza poseen, por regla general un mayor contenido alcohólico comparado con una cerveza tratada por un proceso normal de maduración. Se trata de cerveza que ha sido vertida en cristales de hielo para su maduración. Este proceso se puso de moda en Estados Unidos, Canadá y Japón en la década de los noventa. En España la marca Mahou sacó al mercado una cerveza denominada Mahou Ice que tuvo una corta tirada. 

## Características
Cuando la cerveza se vierte en un contenedor frío la tendencia a congelarse del contenido acuoso se concreta en la formación de cristales, el alcohol que posee un punto de congelación más bajo permanece en estado líquido produciéndose una progresiva concentración alcohólica: destilación. Este proceso produce una cerveza con colores más brillantes, así como un contenido alcohólico mayor. En la cerveza alemana este proceso se ha realizado habitualmente en la elaboración de algunas cervezas tipo Bock (Eisbock).